# Jeff Martin (escritor)

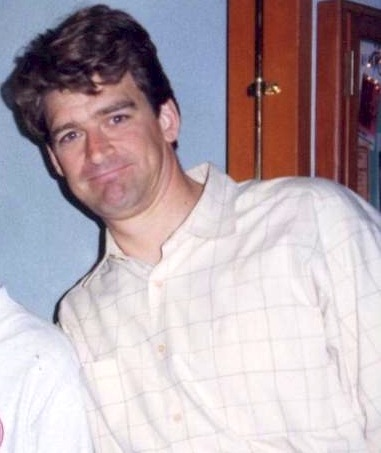
Jeff Martin en 1994.

Jeff Martin es un escritor y productor estadounidense de televisión.

## Carrera
Fue a la Universidad de Harvard, donde escribió para The Harvard Lampoon. Fue escritor de la serie animada Los Simpson durante las cuatro primeras temporadas y tras dejar la serie en 1993, ha escrito para varios shows de televisión como Listen Up, Baby Blues y Homeboys in Outer Space. Vive en Los Ángeles con su mujer y sus dos hijas.

## Filmografía

### Productor
- The Final Report (productor supervisor) (3 episodios, 2006-2007)
- Death Road (2006) (productor supervisor)
- Listen Up (productor ejecutivo) (6 episodios, 2004-2005)
- The Grubbs (2002) Serie (coproductor ejecutivo) (episodios desconocidos, 2003)
- Baby Blues: una familia animada (productor ejecutivo) (1 episodio, 2002)
- Maybe It's Me (2001) Serie (productor ejecutivo) (episodios desconocidos)
- Los Simpson (productor) (25 episodios, 1992-1993)

### Escritor
- Listen Up (1 episodio, 2004)
- Modern Marvels (1 episodio, 2003)
- A Baby Blues Christmas Special (2002) (escritor)
- Baby Blues (4 episodios, 2000-2002)
- Maybe It's Me (2001) Serie (episodios desconocidos)
- Homeboys in Outer Space (1 episodio, 1996)
- The Good Life (1994) Serie (episodios desconocidos)
- Los Simpson (10 episodios, 1990-1993)